# Andreia Siqueira
Andreia Brito de Gonçalves Siqueira (Tucuruí, 19 de Agosto de 1991) é uma política brasileira, filiada ao Movimento Democrático Brasileiro (MDB), eleita Deputada Federal pelo Pará.

## Biografia
Andreia Siqueira começou sua trajetória política em 2021 sendo nomeada Secretária de Assistência Social da Prefeitura de Tucuruí, em 2022 se candidatou à deputada Federal pelo Pará, conseguindo ser eleita, após atingir a votação de 125.004 votos.
Andreia é casada com o prefeito de Tucuruí, Alexandre Siqueira (2021- atualidade), (MDB) sendo assim, primeira-dama da cidade, além de ser Presidente Municipal do Movimento Democrático Brasileiro (MDB) na Cidade.